# Buddha-Bar (compilatiealbums)
Sinds 1999 brengt de Buddha-Bar in Parijs als het gelijknamige buddha-bar jaarlijks een compilatiealbum op de markt; vanaf 2002 onder het label George V Records. De muziek bestaat uit lounge- en wereldmuziek die in het restaurant door dj's wordt gedraaid en voor de albums uitgezocht. De albums zijn genummerd met Romeinse cijfers. Het eerste album uit 1999 heeft nog geen nummer omdat er toen nog niet aan een serie werd gedacht. In 2017 verscheen er geen album, dat wil zeggen buddha-bar XIX ontbreekt in de serie.
Een album bestaat altijd uit twee cd's, cd 1 met rustige muziek en cd 2 met party-muziek. De nummers op een cd zijn gemixt en lopen zonder pauze in elkaar over. Ze moeten daarom als één muziekstuk worden beschouwd waarbij weliswaar tussen de nummers heen en weer kan worden gesprongen, maar het afspelen in een andere volgorde (bijvoorbeeld toevallige weergave) voert tot niet beoogde overgangen.

## Nummers

### buddha-bar (1999)
Gemixt door Claude Challe
- cd 1 (Dinner)

1. Craig Armstrong – Weather Storm
2. Sina Vodjani – Straight to the Heart
3. Deepak Ram – Kitu
4. Tulku – Anni Rose
5. Zehava Ben – What Will Be?
6. Zohar – The Merciful One
7. Pink Martini – La Soledad
8. Aria – Un Bel Dì
9. Zen Men – Une table à trois
10. Zen Men – El Fuego (Trote King Mix)
11. Anima Sound System – Shalom
12. Jai Uttal – Guru Bramha
13. Tulku – Meena Devi (Goddess)
14. Armen Chakmakian – Gypsy Rain

- cd 2 (Party)

1. Anima Sound System – 68 (Original Mix)
2. Le Duc – Touareg
3. MKL vs. Soy Sos – Skin (Original Abstract Mix)
4. Faithless – Drifting Away (Paradiso Mix)
5. Intro – Psique
6. Kevin Yost – Two Wrongs Making It Right
7. Huff & Herb – Feeling Good (Epic Mix)
8. So Emotional – All By Myself
9. Byron Stingily – Flying High (Masters at Work Brazilian Vocal Mix)
10. Nusrat Fateh Ali Khan – Piya Re Piya Re (Remix)
11. Etti Ankri – Eshebo
12. Malik Adouane – Shaft
13. Metin Arolat – Elveda
14. Willy DeVille – Demasiado Corazón (Live Version)

### buddha-bar II (2000)
Gemixt door Claude Challe
- cd 1 (Dinner)

1. Trumpet Thing – Need You (Right Now) (Ambient Mix)
2. Omar Faruk Tekbilek – I Love You
3. Consuelo Luz – Los Bilbilicos (The Nightingales)
4. Karunesh – Alibaba
5. Deepak Chopra feat. Demi Moore – Desire
6. Govinda – In Through Time
7. Oliver Shanti & Friends – Onòn Mweng (Rainbird)
8. Atman – Spirit
9. Deadbeats – Funky for You
10. De-Phazz feat. Pat Appleton – Mambo Craze (Extended Edit)
11. Nino – Amor Amor
12. Sa Trincha – Smell of Paradise
13. Intro – Farruca
14. Funky Lowlives – Nota Bossa

- cd 2 (Party)

1. Sun Trust – How Insensitive
2. Rollercone – Daydreaming
3. Wally Brill – A Loop in Time (Banco De Gaia Remix)
4. La Roca – Drama of Japan
5. Great Barrier – Cairo (Duke Monster Mix)
6. Angel Tears – Inshalla
7. dZihan & Kamien – After
8. Suba – Felicidade
9. Sidestepper – Logozo
10. Kerri Chandler & Joe Clausell – Escravos de Jo (Robust Horn Remix)
11. Soul Ascendants – The String Thing
12. Attaboy – New World

### buddha-bar III (2001)
Gemixt door DJ Ravin
- cd 1 (Dream)

1. Nicos – Secret Love
2. John Kaizan Neptune – Golden Lotus
3. Yorgos Kazantzis – Sorocos
4. Karunesh – Solitude
5. Platon Andritsakis – Via Pajuta iii
6. Tulku – Spiral Dance
7. Manuel Franjo – Solo por tu amor
8. Gustavo Montesano & The Royal Philharmonic Orchestra – Tango Serenato de Schubert
9. Adrian Enescu – Invisible Movies Part 1
10. Deepak Ram – A Night In Lenasia
11. Amr Diab – Tamally Maak
12. Frederick Rousseau – Danya
13. Eden – Mavis
14. Oliver Shanti & Friends – Sacral Nirvana
15. Jesse Cook – On Walks The Night

- cd 2 (Joy)

1. Gotan Project – Triptico
2. Zeb – Sufism
3. Osman Ismen – Kale
4. Freeman – My Dear Masters
5. Ekova – Starlight In Daden (Aurora Remix)
6. Talvin Singh – Veena
7. Ravi Prasad – Indian Gipsy
8. Hasan Cihat Orter – Flirting Shadows2 (Schnaz Longa)
9. Anna Vissi – Den Me Agapas
10. Nacho Sotomayor – Don't Do Anything
11. Badmarsh & Shri – Sitar Ritual
12. Kodo – Strobe's Nanafushi (Satori Mix)
13. Livin' In Da Ghetto feat. Moktar – Arabian Song (Da Ghetto Fuckiro Club)

### buddha-bar IV (2002)
Gemixt door David Visan
- cd 1 (Dinner)

1. Frederick Rousseau – La Fille De Pekin
2. Tibet Project – Tibet (A Passage To...)
3. Jade Or – Opium
4. Nitin Sawhney – Moonrise
5. Nash Didan – A Window Of My Dreams
6. Agricantus – Amatevi
7. Manuel Franjo – Tiempo
8. Guadalupe Pineda Con Los Tres Ases – Historia De Un Amor
9. Armen Chakmakian – Distant Lands
10. Nickodemus – Desert Dancer (Zeb's Slow Camel Ride Remix)
11. Flam – Monsoon
12. Tulku – Rahda Ramana
13. Natassa Theodoridou – Tora To Thimithikes
14. Gotan Project – Una Musica Brutal

- cd 2 (Drink)

1. Outsized – Karma (Extended Mix)
2. Time Passing – Party People
3. Panjabi MC – Mundian To Bach Ke
4. Ishtar – Comme Toi
5. Chris Spheeris – Dancing With The Muse
6. David Visan & Carlos Campos – Irish Coffee
7. Llorca – The Novel Sound
8. Loving Paris – Loco
9. Roland Louis – Percussion's Rhythm (Dimitri from Paris Re-Edit)
10. Dan Lacksman's Alliance – Louxor In Vegas
11. Angie Samiou – Agoraki Mou
12. Amr Diab – Aktar Wahed
13. Celia Cruz – Yo Vivire (I Will Survive)
14. Usual Masters – Nocturne In Paris

### buddha-bar V (2003)
Gemixt door David Visan
- cd 1 (Dinner)

1. Jade Or feat. Bielka Nemirovski – Nie Kantshaietsa
2. Mikis Theodorakis – I've Kept A Hold Of My Life
3. Refractory feat. J.C. Sindress & Youn Sun Nah – Road
4. Trumpet Thing – Far Away
5. Mystic Rhythms Band – Gesso's Guitar Song
6. Angélique Kidjo – Iemanja
7. Elie Karam – Baadima
8. David Visan & Michaël Winter feat. Ani Choying Drolma – Tamtra Tibet
9. Mariza – Loucura
10. Maria Papadopoulou – Maskaremeni
11. David Visan & Carlos Campos – Indra Story
12. Laurent Dury – Silk Road
13. Alihan Samedov – Sen Gelmez Oldun
14. Frederick Rousseau – Princess W. Cheng
15. Operatica – Mon Amour

- cd 2 (Drink)

1. Emma Shapplin – La Notte Etterna
2. dZihan & Kamien – Just You & I
3. Sarma – Muel
4. DJ Disse – Egyptian Disco (Buddha Bar Edit)
5. Gipsyland – Salaam (duet with Anoushka)
6. Mondo Candido – Meglio stasera
7. Latour – Blue
8. Despina Vandi – Gia
9. Giampiero Ponte feat. Moran – Sphynx (Club Mix)
10. Julie – Blinded (Original Opera Mix)
11. David Visan – Czardas
12. Rubin Steiner – Wunderlande
13. Ritchie Lawrence – Laurence d'Arabie (Ambient Mix)

### buddha-bar VI (2004)
Gemixt door DJ Ravin
- cd 1 (Rebirth)

1. B-Tribe – Angelic Voices (Rebirth Remix)
2. 1 Giant Leap – The Way You Dream
3. Dolphin Boy – Shake It Loose'
4. Daniel Masson – Sonargaon
5. Deew – She Will Never Learn
6. Erik Satie – Gnossienne No. 1 (Buddha Bar Remix)
7. Cellar 55 – Por-Do-Sol
8. Ryukyu Underground – Kanasando (Rebirth Remix)
9. Ganga – Chair
10. Dos Hombres – The Alkemyst
11. Slow Train – Naturally
12. Quicksound – Cold Winter
13. Touch and Go – Straight to... Number One (Dreamcatcher's Remix)
14. Cantoma – Essarai

- cd 2 (Rejoice)

1. Baul Dimension – Bangla Soul
2. Table vs. Ludovico Einaudi – Memory
3. Slow Train – Trail Of Dawn
4. Loopless – Pink Blue Hotel
5. Télépopmusik – Breathe (Banzai Republic's X-Hale Remix)
6. Sarah Vaughan – Whatever Lola Wants (Gotan Project Remix)
7. Bliss – Manvantara
8. Baul Dimension – Baul Dimension
9. Afterlife – Sunrise (DJ Thunda & K20 Allstars Mix)
10. PQM feat. Pilgrim Soul – Nameless
11. Casa Flava – De Moma De (Paris & Sharp Remix)
12. Perfect Sense – Bumba (Stereo Sax Mix)

### buddha-bar VII (2005)
Gemixt door DJ Ravin & David Visan
- cd 1 (Sarod)

1. Bliss – Breathe
2. My Phuong Nguyen & Thierry David – Huong Vietnam
3. Riccardo Eberspacher – Light Signs
4. Al-Pha X – An Indian Summer
5. Afterlife feat. Dannii Minogue – Take Me Inside (Christophe Goze Mix)
6. Ustad Sultan Khan – Aja Maji (Sacred Rhythm Version by Joe Claussell)
7. Bigtétény's Finest – Lovasok A Szakadék Felé
8. Federico Aubele – Postales
9. Vargo – The Moment
10. Salif Keita – Moussoulou (Remixed by Charles Webster)
11. José Padilla – Light my Heart
12. Bebel Gilberto – Aganjú (John Beltran Remix)
13. Ramasutra – Magma Mama
14. Peppe Barra – Core Nire (Azoia Remix)
15. Da Lata – Distracted Minds
16. Laid Back – Happy Dreamer

- cd 2 (Sarangi)

1. Kirpi – The Song
2. Sainkho Namtchylak – Ohm Suaa (Remixed by Martin Morales)
3. Lonesome Echo feat. Mutabaraku – Spirit of Drums (SUMO Afrobounce Remix)
4. DJ Nasha – Flute Fantasy
5. Ryukyu Underground – Mo Ashibi (Jason Bentley Remix)
6. Supervielle – Perfume (Remixed by Campo)
7. Mambayaga Project – Joy on a Stick
8. King Britt presents Oba Funke – Uzoamaka
9. Phatjak vs. DJ Hamoodi – Ritmo Caliente
10. Harem – Medusa
11. Mo' Horizons – Drum'n Boogaloo (Full Vocal Mix)
12. Mambayaga Project – Clockwork (Shantel vs Mahala Rai Banda Remix)
13. Tito Rodriguez – Mama Guela (STUHR Remix)
14. Les Négresses Vertes – Sous Le Soleil De Bodega (Bodega Di Moko)

### buddha-bar VIII (2006)
Gemixt door Sam Popat
- cd 1 (Paris)

1. Sanja Ilic and Balkanika – Korana
2. Naomi – White
3. Alihan Samedov – Son Nefes (Deep mix)
4. Panjabi Hit Squad feat. Manpreet Kaur – Hasdi Hasdi (Hit Squad Mix)
5. Antaeus – Palm of the Prophet
6. Out of Phase – Desire (Tiger mix 2006)
7. Yasmin Levy – Madre, Si Hesto Hazina
8. Pompon Finkelstein – Lost in Reflection (La Forza del Destino by G. Verdi)
9. Shubha Mudgal – The Awakening
10. Shpongle – Once Upon the Sea of Blissful Awareness (Esionjim Remix)
11. Sam Popat & Alexandre Scheffer – Golden Ring
12. Nomadix – Chura Liya
13. Elkin Marin – Wallanwala
14. Stefano Saletti & Piccola Banda Ikona – Tagama
15. Alhoeverah – Tan Cañi

- cd 2 (New York)

1. Angel Tears – Mystic Desire
2. Vasilisa – Oblak/Cloud
3. Ensemble Ethnique – Asilah
4. DJ Bool presents Jerk House Connection – Mother Blues
5. Belladonna – Ebatule
6. Sanja Ilić & Balkanika – Balkan Vocals
7. Alberto "Beto" Uṅa – Angels in the Desert (Original Profundo Mix)
8. Bongoloverz feat. Ursula Cuesta – La Esperanza (Hope & Faith)
9. Dan Marciano – Good Morning Paris (Dr Kucho! Remix)
10. Kirpi – My Name is Kirpi
11. Orient Expressions – Istanbul 1:26 A.M.
12. Biber – Turta
13. Sam Popat & Alexandre Scheffer – Dil Mera
14. Yves Larock – Nomadic Knights
15. Schiller – I Feel You

### buddha-bar IX (2007)
Gemixt door DJ Ravin
- cd 1 (Royal Victoria)

1. Bardo State – Sospiro
2. Mystic Diversions – Flight BA0247
3. Amanaska – Sleep
4. Hess Is More – Yes Boss
5. Koop – Koop Island Blues
6. Eccodek – Mongolia On The Line
7. Serafim Tsotsonis – Wood Street
8. Existence – Heart Beat Of Life
9. The Lushlife Project – Essence Of Our Origins
10. Michalis Koumbios – Astradeni
11. York feat. Asheni – Iceflowers
12. David Lowe's Dreamcatcher – I Know Jayne
13. Nikonn – Sunday
14. Kenneth Bager feat. Julee Cruise – Fragment Two... The First Picture
15. Burhan Öçal – Bugu Jazz

- cd 2 (Barons Court)

1. Sunset Blvd – Mrs Daisy May
2. Cosmic Orient – La Pila
3. Djumma Soundsystem – Les Djinns (Trentemoller Remix)
4. Carmen Rizzo feat. Grant Lee Phillips – As The Day Breaks (Montreal Remix)
5. Massivan – Daydream
6. Cirque du Soleil – Africa (Quicksound/Alain Vinet Remix)
7. Rocco – Roots 4 Acid
8. Passion of Percussion – Last Chance
9. Novalima – Machete
10. Parov Stelar – Chambermaid Swing
11. OMFO – Choban in Space
12. Otros Aires – Amor Que Se Baïla
13. Naked Rhythm – Gypsy Majik (Gypsy Lounge Vocal Remix)
14. Blank & Jones – Loneliness (Chill House Mix)
15. Bahramji feat. Mashti – Indusufi
16. DJ Ravin feat. Karma Sound Collective – Karma Busta Rhythm

### buddha-bar X (2008)
Gemixt door DJ Ravin
- cd 1 (Xiangqi)

1. Nitin Sawnhey feat. The London Symphony Orchestra – Songbird
2. Thierry David – Song of Freedom
3. Jaime Torres – El Humahuaqueño
4. Temple of Sound feat. Natacha Atlas – City of God
5. Czech Philharmonic Chamber Orchestra feat. Sophie Solomon – Love Theme from Ben Hur (Bombay Dub Orchestra Remix)
6. Samo Zaen – Tonight
7. Gaudi + Nusrat Fateh Ali Khan – Bethe Bethe Kese Kese
8. Cantoma – Maja
9. Van Daler & Low Pressure feat. Natasja Saad – Real Love
10. Özgür Sakar a.k.a. Misda Oz vs Mercan Dede –  Ab-i Beka
11. Waldeck – Get Up... Carmen
12. Nikko Patrelakis – Arco Iris
13. Ralph Myerz feat. Pee Wee – My Darling
14. Bebo Best & The Super Lounge Orchestra – Life Is on the Sea
15. The Real Tuesday Weld – Kix
16. Pochill – Violet Theme
17. Nicolaj Grandjean – Heroes & Saints

- cd 2 (Weiqi)

1. DJ A feat. Sonia – Anazitisi (Quest)
2. Lulu Rouge – Bless You
3. Azam Ali – Endless Reverie (Bentey and Smitty Mix)
4. Markus Enochson – For You To See (w/ Masaya) (Tiger Stripes Vocal Remix)
5. Kaya Project – Salaam (Remix for Irina Mikhailova)
6. Damien Draghici & Emanuele Arnone – Let Love Go'
7. Buscemi – Sahib Balkan
8. Lanoiraude – Khen Hook
9. Pier Bucci – Hay Consuelo (Samim Remix)
10. Shantel – Immigrant Child
11. Giorgio Giordano – Amazzonia
12. Jan Driver – Kardamoon
13. Shaman's Dream – Rakandao
14. DJ Disse – Break on Through
15. Jerry Dimmer – Flavia

### buddha-bar XI (2009)
Gemixt door DJ Ravin
- cd 1 (Lavяa)

1. Niyaz – Iman
2. The Bombay Dub Orchestra – Journey
3. Riccardo Eberspacher – Setira
4. Ayoe Angelica – Dr Jekill
5. Christos Stylianou feat. Maria Latsinou – Smell of Roses (V-Sag Dub Mix)
6. Carlos Campos & DJ Ravin – Kyiamah
7. Nitin Sawhney feat. Ojos de Brujo – Shadowland
8. Mathieu & Florzinho – Maha-Amba
9. Astyplaz – Zaira
10. Sarma – Falling Stars
11. DJ Disse & Batina Bager feat. Fred Astaire – Cheek to Cheek
12. Sunset Blvd – Loving You
13. Angel Tears – Purple Orchid
14. Woolfy vs Projections – We Were There
15. Nina & Chris present Zeep – Agua
16. Serafim Tsotsonis – Small 2
17. Mlle Caro & Frank Garcia – Mon Ange

- cd 2 (Khяeschatik)

1. Bahramji feat. Mashti – My Life - feat
2. DJ A – Piano Dream
3. Rucyl – Love in War (Pete Gust KID Remix)
4. Asli Güngör & Ferhat Göcer – Kalp Kalbe Karşı (Hüseyin Karadayı Remix)
5. Silky Sunday – Friend (Sandy Rivera Remix)
6. Glender – Echoes
7. Dave Seaman – Gobbledygook (Funkagenda Repulse Mix)
8. Riham – Erja Ya Habebi (Dj Srulik Einhom Remix)
9. Loreena McKennitt – Marrakesh Night Market (V-Sag Remix)
10. DJ Danjer feat. Ash – My Danjer Sound
11. De-Tuned – Sitar
12. DJ Tatana – Spring Breeze (Martin Roth SummerStyle Remix)
13. Sumo feat. Rigas – Tribute
14. Taho – Shambhalla (WiNK Interpretation)
15. Orkidea and David West – God's Garden'

### buddha-bar XII (2010)
Gemixt door DJ Ravin
- cd 1 (La Vie En Rose)

1. Bliss – Ouverture
2. Goya Project – Lamento (Sunset Rework)
3. Ambray – Maya
4. Shaheen Sheik – Here We Go (SoulAvenue Erhu Blues Mix)
5. Cantoma – Viusu
6. Caravan Palace – Ended with the Night
7. Lal Meri – Bandhan
8. Eric Fernandez – Deliciate
9. Bahramji & Mashti – Lovers
10. Ida Corr feat. Shaggy – Under the Sun (Lenny Ibizarre Remix)
11. Sarma – Remember Me
12. HP. Hoeger & M. Lackmaier – El Balle
13. Ryukyu Underground – Umaku Kamade
14. MIDIval Punditz – Tonic
15. Blue Pilots Project – Air Fiction
16. Goulasch Exotica vs. Lushlife Project – Keleti Szi
17. Almadrava – La vie en rose (Chill Out Mix)

- cd 2 (Pink Me Up)

1. DJ Ravin & Carlos Campos – I Must Confess
2. Massivan – 4 Generations
3. Sis N' Jones feat. Isaac – Jami
4. Inspiro & Ornella Vanoni – Perduto (Inspired Club Mix)
5. Joey Negro pres, the Sunburst Band – Man of War (Henrik Schwarz Remix)
6. Gönül Yazar – Özledigim Sevgili (Le Métèque)
7. Chaim – Thrill You
8. Emilio Fernandez – Let it Go (Vocal Mix)
9. Jason Rivas – Carnivàle (Club Mix)
10. Mandinga – Calling Trombonika
11. Jerome Isma-Ae & Roy Stroebel – Vila Nova
12. Tommy Vee & Mauro Ferrucci with Ce Ce Rogers – Stay (Thomas Gold Vocal Mix)
13. Mario Più & Jurgen Cecconi – Ueno Park 5 A.M.
14. Matt Darey Presents Urban Astronauts feat. Kate Louise Smith – See the Sun (Aurosonic Remix)
15. Dexi – Adela

### buddha-bar XIII (2011)
Gemixt door DJ Ravin and David Visan
- cd 1 (Mystic Quest)

1. Ravin, Carlos Campos & David Visan – Homage to Mr. V
2. Hardage feat. Jenny Bae – Lamento (Sunset Rework)
3. SoulAvenue feat. Shaheen Sheik – One by One (Original Mix)
4. Triangle Sun feat. Lena Kaufman – When You Go Forward
5. Ganga – Clouds
6. Hector Zazou, Barbara Eramo & Stefano Saletti – I Feel Love
7. Zeebee – Be My Sailor
8. Jojo Effect feat Lain Mackenzie – Mambo Tonight
9. Papercut – Sta Synnefa
10. Alfida – Allaya Lee (Original Mix)
11. Jazzamor – Time is Running
12. Nacho Sotomayor – Timeless
13. Florzinho – A La Luna
14. Nada – Bamboo Dub
15. Fuat & Mashti – Sufisticated
16. The Spy From Cairo – Oud Funk
17. Dunkelbunt feat. Boban i Marko Markovic Orkestar – Cinnamon Girl (Radio)

- cd 2 (Secret Bliss)

1. Laya Project Remix – Touare (The Ambergris Remix)
2. Consoul Trainin & Pink Noisy feat. Anastasia Zannis – Tango to Evora
3. V-Sag feat. Athina Routsi – Cancao Do Mar
4. Blank & Jones with Mystic Diversions – Quedate (Blank & Jones Moonshine Mix)
5. DJ Kaan Gokman – Level Up
6. Tony Seal – Danza del Viento (George Vala & Audioprophecy Remix)
7. MHD – Arabica
8. Dimitra Galani – To Sagapo Borei (Dimitri Phaze Remix)
9. Sean Bay vs. Medhi Mouelhi feat. Arabella – Maktoub
10. Parov Stelar – The Phantom (1930 Swing Version)
11. Dr. Kucho – La Isla (Original Mix)
12. Jay C & Felix Baumgartner – Souk (Original Mix)
13. Caramel Project – Ya Habibi
14. Lustral – Everytime (Original Mix)
15. Kaya Project – Sundown (EarthRise SoundSystem Remix)

### buddha-bar XIV (2012)
Gemixt door DJ Ravin
- cd 1 (Dhimsa)

1. Thor – Dari Lullaby
2. Ravin & Carlos Campos – Romance in Klotild Palace
3. PrOmid feat. Omid Mahramzadeh – Far Away
4. Ambray – Brahma
5. ShiftZ feat. Hiba El Mansouri – Ahwak
6. Kohib – Hear This
7. SoulAvenue feat. Shaheen Sheik – Different (SoulAvenue's Boddhisattva Blues)
8. Cayetano – Fairytales
9. Duke B – The Truth
10. Eric Fernandez  – Cada Dia
11. Pravana – Ulluwatu (Amanaska Remix)
12. Laar meets Zoohacker – Tilinko
13. Paolo Rossini – Floating to the Sun
14. Ahilea feat. Bella Wagner – Devil’s Eyes
15. Ronny Morris – All About Love (Ganga Mix)
16. Pierre Ravan & Haldo feat. Parthasarathi Mukherjee & Harshada Jawale – Nostalgia (Emotional Lounge Mix)

- cd 2 (Bhangra)

1. 22ROCKETS – Umma
2. Rosa Lux feat. Alberte & Josefine Winding – Min Klub Først
3. Nora En Pure – Saltwater
4. Flo Mrzdk & Juliet Sikora – Shanti
5. Nacho Sotomayor – Return to Mykonos (PrOmid Remix)
6. Mikael Simpson – Inden Du Falder I Sovn (Lulu Rouge Remix)
7. Sugar House feat. Marieke Meijer – Desire
8. Vinayak A feat. Dhrithi – Losing Myself (Alexey Sonar Remix)
9. Denis Dallan  – Liberta
10. Consoul Trainin & Pink Noisy – Litanie des Saints
11. Rico Bernasconi vs. Sasha Dith – Bollywood (Saxo. Club Mix)
12. Alex Barattini – Let Me Kiss You
13. Sezer Uysal feat. Chinar – Baku (Dinka Remix)
14. Gorins – I Grieve for Spring

### buddha-bar XV (2013)
Gemixt door DJ Ravin
- cd 1 (Chistie Prudy )

1. Bliss – Absence of Fear
2. Dale Cornelius – Lament N°2 (Thor Tibetan Bell Edit)
3. Dim Vach – In Love with a Mermaid
4. Shaheen Sheik – Lullaby for Samiyah
5. Bart & Baker feat. Marcella Puppini – Stop Googling Me! (ROGAN Future Soul Remix)
6. Balkan Fanatik feat. Prophet (Teruo Artistry) and Janga – Ha Te Tudnád... / Love Gone Wrong
7. Yasmine Hamdan – Shouei
8. Uttara-Kuru – Neyuki
9. Thor – Chamka
10. Zoe – Let Me Go
11. Stan Kolev – Anandi
12. Yin and Yang feat. Tiefblau – Golden Sun
13. Mihai Toma – Flutaka
14. Niyaz – Mazaar
15. George Chatzis – Thracian Vibe
16. Ganga feat. Helle Chirholm – The Wind
17. SoulAvenue – Padmasundari

- cd 2 (Kitai Gorod)

1. D'Jean & Masonaise – Indian Man of Trouble (Mashti Edit)
2. Aki Bergen & Pezzner feat. Terry Grant – Tarareando
3. Riva Starr feat. Rssll – Absence (Original Extended)
4. Rocco – Saharien Child (Original Mix)
5. Andrew Richardson feat. Sarina Suno 'The Violin Diva' – Hashim Theme (Original Mix)
6. Niconé & Sascha Braemer feat. Narra – Raoui (Original Version)
7. HP. Hoeger – Delhi Oneway
8. Bevan Godden & Arnaud D – Ntobenthle (Momba Mix)
9. Mariza – Meu Fado Meu (Nuno Cunha Souldillaz Remix)
10. Fabrice Dayan & Peter Nalitch – My Guitar
11. Mikael Delta – The Last Storm of Words (Dimi Phaze Remix)
12. Matvey Emerson – Luna (Original Mix)
13. Stan Kolev & Dinka feat. Albena Veskova – Luminal (Original Vocal Mix)
14. Sean Bay feat. Arabella – Maktoub 2 (Original Mix)
15. DJ Kaan Gokman – Bellycious

### buddha-bar XVI (2014)
Gemixt door DJ Ravin
- cd 1 (Charango)

1. Jacob Gurevitsch – Lovers In Paris (Original Mix)
2. Soul Avenue – Tamazight
3. Ambray – Who We Are
4. Thor – Nowruz
5. Ganga – Carry You Home (Thor & Ravin Rebirth Remix)
6. Max Chorny – Zaprosi U Sni
7. Cambis & Florzinho – Aman Aman
8. Sigh – Medina Blues
9. Michael E – Promise
10. Laid Back – Let The Music Do The Talking
11. Akshin Alizadeh – Deep Inside
12. Niyaz – The Hunt (The Hunt 2013)
13. Angel Tears – Shir
14. Stan Kolev & Matan Caspi – Midnight Caravan
15. Nacho Sotomayor – Opaque (Transparent Remix)
16. Dreamers Inc & Makis Ablianitis – BABA

- cd 2 (Bombo)

1. Yasmine Hamdan – Deny (Holmes Price Remix)
2. Parov Stelar Trio – La Calatrava
3. Adham Shaikh – Coupe Decale (Drumspyder Remix)
4. Mercan Dede – Hidden
5. Desert Dwellers – Far From Here (Drumspyder Remix)
6. Hinano – Daer I Pels (Deep Vocal Club Mix)
7. Wareika – La Paloma
8. Anthony Romeno Feat. Lady Vale – Play The Guitar
9. Rebeat feat. Shirley Bassey – If You Go Away
10. Sable Sheep – Upon Burning Skies
11. Kadebostany – Walking With A Ghost (Alceen Remix)
12. Riva Starr feat. Carmen Consoli – No Man's Land (Original Mix)
13. Serdar Ayyildiz – Dualis
14. Grand Corps Malade – Les Voyages En Train
15. Elissa – Albi Hases Fik (Club Mix by Fadi Bitar)

### buddha-bar XVII (2015)
Gemixt door DJ Ravin
- cd 1 (Guembri)

1. Mihai Toma (featuring Irene) – Ena
2. Soapkills – Marra Fi Ghnina
3. Faud Almuqtadir & Armeen Musa – Bhromor Koio Giya2
4. Thor – Sunrise over Ganges
5. Soulavenue – Stronger by Me (Kerala Beach Mix)
6. The Ukulele Orchestra of Great Britain & Ibiza Air – Bang Bang (YuYuMa Chill Out Remix)
7. Fakear – Damas
8. Bandish Projekt – Alchemy
9. Bobbi Walker – Spellbreaker (Deep Chill Deluxe)
10. Troels Hammer – Run King
11. The Kenneth Bager Experience – Stuck in a Lie (Ole Fonken Remix)
12. Eccodek – In Confidence
13. Les Au Revoir – Tha Ksanartheis (Kled Moné Radio Edit)
14. Dans & Lær – Gulbug
15. Caravane – Imout Rih
16. Lucci Capri – Kilimanjaro

- cd 2 (Bendir)

1. Pattern Drama – Girar O Mundo
2. Oum – Lik (Mashti & Polyesta Remix for Womex 14)
3. Jose Manuel – Mantra
4. I am Oak – On Trees and Birds and Fire (Sam Feldt & Bloombox Remix)
5. Kiasmos – Looped
6. DJ Ravin (Featuring Theodosii Spassov) – Sakar Melody (Ravin & Thor Mix)
7. Anton Ishutin – Deeply in My Soul
8. Truss Rod – Run Wild (Deeprock Extended Mix)
9. Thor – Punjab Funk
10. SRTW – We Were Young (Extended Master)
11. Alsarah & The Nubatones – Wad Alnuba (Captain Planet Remix)
12. Sara – Tounkan (Captain Planet Remix)
13. Bart & Baker – What Can I Do for You (Nicola Conte Radio Remix)
14. Hot Casandra – Operatic Female Having a Crack
15. Hinano – Vaerst for Dig (Yasmine Edit)

### buddha-bar XVIII (2016)
Gemixt door DJ Ravin & Sam Popat
- cd 1 (Chill with Ravin)

1. Ambray – Azure
2. Lena Kaufman – Blessed Is Who Realized Himself (Thor Deep Trip Vocal)
3. Thomas Blondet – Un Amor (feat. Carol C)
4. 55 Cancri e – Vaggvisa
5. Fondue – Absolem (Afterlife Mix)
6. Dom La Nena – Menina Dos Olhos Azuis (Piers Faccini Remix)
7. Angel Tears & Sagi Ohayon – Ya Mamma
8. Kid Moxie – Shadow Heart (Hp Hoeger & Rusty Egan Remix)
9. Mashti – Dahraram
10. Jacob Gurevitsch – Tiden Der Forstar
11. Bombay Dub Orchestra – Egypt By Air (Earthrise SoundSystem Remix)
12. Eccodek – The Big Man (Rise Ashen Remix)
13. Red Axes – Sabor (feat. Abrão)
14. Second Sky – Dragon Fly
15. Troels Hammer – Madsi

- cd 2 (Party with Sam)

1. Dreamers Inc – Alladin's Wish (feat. Billy Esteban)
2. Andre Rizo – Tamana (feat. Niyaz)
3. Dole & Kom – Away
4. Sam Popat – Puga Land (Original Mix)
5. Jaceo – Jolgorio (Original Mix)
6. Shaman & Sam Popat – Karma Kandara
7. Fabrice Dayan – La Maza (Original Mix)
8. Andre Rizo – Colindul Cerbui (feat. Narcia Suciu)
9. Dole & Kom – Fly Bar (feat. Seth Schwarz)
10. SIS – Sombra India (feat. Eduardo Castillo, Eduardo Castillo Remix)
11. Dele Sosimi Afrobeat Orchestra – Too Much Information (Laolu Remix Edit)
12. Dan Marciano – Unlimited (Original Mix)
13. Bernstein & Rivera – Deep (Wally Lopez Mix)
14. Gauthier DM – Irma
15. Rivers – Soft (Dani Zavera Remix)

### buddha-bar XIX (2017)
Bestaat niet.

### buddha-bar XX (2018)
Gemixt door DJ Ravin & Sam Popat
- cd 1

1. Danit – Naturaleza (Mose Edit)
2. Tim Schaufert – Fallin
3. Steen Thottrup – Something to Say (feat. Lunamila)
4. Lenkkodek – Raise a Cup of Kindness (Weightless Dub Mix)
5. Florzinho – We Are One Florzinho (feat. Amroota Natu)
6. Sigh – Geisha Blues
7. Coldcut & On-U Sound – Kajra Mohobbat Wala (feat. Hamsika Iyer)
8. Discoshaman & Lemurian – All We Want Is to Smile (feat. Alvaro Suarez)
9. Oliver Koletzki – A Tribe Called Kotori
10. Cairo Steps – Desert Road (Wahba’s Moonlight Remix)
11. Christian Löffler – Mare (Robot Koch Remix)
12. Al-Pha X – Dreaming
13. Rasi Z – Cheshmhaye To
14. Rodriguez Jr. – Waste Tomorrow (feat. Liset Alea)
15. Tebra – Suton
16. Lena Kaufman – Crazy Day (Thor Krasnyi Morning Rain)

- cd 2

1. Tebra – Istok
2. Rasi Z – Zamin
3. Valeron – Oasis (Ali Farahani Remix)
4. Fulltone – Samai (Armen Miran Remix)
5. Zone+ & Bachir Salloum – Odin
6. Jaaneman – Dadouk
7. Elfenberg – Gilgamesh (Timboletti Remix)
8. Andre Rizo – Horizont
9. The Soul Brothers – Jabir
10. Timujin – Yamar
11. Sam Popat & Alex Scheffer – Circle Spin
12. Alexander Ben – Bedouin (Rework)
13. Kamilo Sanclemente – Azure
14. Moonwalk – Fatima
15. Anii – Cyganka

### buddha-bar XXI (2019)
Gemixt door DJ Ravin & Sam Popat
- cd 1

1. Endless Melancholy – One Day You Will Be Free
2. Troels Hammer Feat. Mariana Sadovska – The Human Tree
3. Samarana – Shajni
4. Philippe Cohen Solal – Shizuka Feat. Maïa Barouh & Mariam Tamari
5. Jane Maximova – Novel
6. Raio – Agua Pura
7. Laroz – Or Feat. Rechela (Rorschack Remix)
8. Tuğçe Kurtiş – Gözleri Aşka Gülen (Alizarina Remix)
9. BéTé – Чума
10. Jose Solano – Renaissance
11. Scott Nice – Missiku
12. DJ Lusitano – Anoitecer
13. KhaiKhan & Dest – Mihrap (Vocal Mix)
14. Dobranotch – Bayatilar (Zuma Dionys & Dibidabo Remix)
15. Ravin & Reewa – Desire
16. Wassim Younes – Vesper
17. Stimming X Lambert – Trauerweide

- cd 2

1. Sahalé – Les Fleurs Du Mal
2. Derun – Ates (Dogus Cihan Mix)
3. Valeron – Midas (Derun Remix)
4. Landikhan & Caravaca – Traversata (Elfenberg Remix)
5. Sorä & Massam – Adiyaman (Original Mix)
6. Stellars – Gitana
7. Bakean – Papua
8. Raw Main – Origin's (Original Mix)
9. Sam Popat, Minoise, Shaman – Varkala (Original Mix)
10. Hanna Haïs – Ya Weldi (Andreas Horvat Remix)
11. Hollywood Jack & Just @Mi – Babylon Gypsy (Original Mix)
12. Moraze – Jemna
13. Coated Head – Dissolve (Original Mix)
14. Stan Kolev – Nu Moon
15. Kintar, Delum – Sophie (Original Mix)

### buddha-bar XXII (2020)
Gemixt door DJ Ravin
- cd 1

1. Markus Schulz & Haliene – Ave Maria (Acoustic Mix)
2. Le Mirage du Maghreb – The Journey
3. Paskal & Urban Absolutes – Close My Eyes (feat. Susan)
4. Reewa & Ravin – Yaaram (Lounge Mix)
5. Isaac Chambers – Water & Gold
6. Yousef Kekhia – Hal Ard Lamin
7. Thor – Bansuri Blues
8. Turu Anasi – Buvayte Zdorove
9. Calm – Space is My Place (Mark Barrott’s Re-Imagination to the Sacred Heart Center)
10. Prisma & Martin Boder – Turbina de Amor
11. Lambchop – Crosswords or What This Says About You (Raven Remix)
12. So Dubbed – Canggu (Slow Afternoon)
13. Jose Solano – Savage
14. Sam Shure – Louna
15. Soul Of Zoo & Swa Swally Samburu – Samburu (Jose Solano Remix)
16. Pandhora – Fatnis Island (feat. Menna Hussein)
17. Cut Off – Escuro

- cd 2

1. Wassim Younes – Afternoon Sun
2. Christos Fourkis – Drunk Salome
3. Hoki – Miles & Miles
4. Canu, Ñu & Alejandro Castelli – Mariposa (Bedouin Remix)
5. Kino Todo – Timba
6. Armen Miran & Hraach – NowHere
7. Batu Onat – Casablanca
8. The Midnight – Lost Boy (A.M.R Remix)
9. Ensaime – Never Ending Dream
10. Nohan – Softly
11. Bloem – Into Bloom (Derun Remix)
12. DJ Phellix & Maryama – Bar Sabze Neshin
13. Fabio Aurea – Yini (feat. Toshi)
14. Godes – Zehava
15. Juan Soul – Mtna (Iñaky Garcia Remix)
16. DSF – Melodia

### buddha-bar XXIII (2021)
Gemixt door DJ Ravin
- cd 1 (Taiyō)

1. Peter Ries – Silent Reset
2. El Búho's – An Undiscovered Paradise
3. Farafi & Tulshi – Song of the Stars
4. Thor – Bansuri Bliss
5. Lara Yang, Sun Ying, Bear Liu – Liu Shao Qing (Ravin Remix)
6. Holmes Ives & Devika – Jab Se Piya (Bombay Dub Orchestra Remix)
7. Rita Vian, Branko – Sereia Remix
8. Fotiz & Socrates – Memories
9. Intiche & Siti – Malam Sapi
10. Tikki Masala – World Peace (feat. Tetouze & Veda Ram)
11. Dee Montero – Aria (Ambient Mix)
12. Fed Conti – Coke & Wine (feat. La Boutique)
13. Starwalk – Human Love (feat. Joanne) (Cill Mix)
14. Neuquén Groove Project – Vilagomon
15. Venado – Idé Weré Weré (feat. Bachan)
16. HAEVN – We Are
17. Ermite – Memories

- cd 2 (Tsuki)

1. Hajna – Aspetterò (feat. Mina Shankha) (Oonga Remix)
2. Magupi – Ayabá Aymoré
3. Be.lanuit – Dolce Catharsis
4. ElPeche Efiro – Me Deixa Falar
5. Ashokha – Hamaira
6. Derun & Mara Aranda – Las Bodas
7. Desert Dwellers – Traversing the Endless Road (Alvaro Suarez Remix)
8. Dumbekchi – Saa-ahh Witgheeb ElShamis (feat. Muhammed Junaid)
9. Amine K. Atsou – Felice (feat. Lemonia)
10. Tinik – Fama (Original Mix)
11. Red Axes – Pad Yoga Raga
12. The Soul Brothers – Lagrimas Negras
13. Božo Vrećo – Saba
14. Khaaron – Grietas Del Alma (Paul2Paul Remix)

### buddha-bar XXIV (2022)
Gemixt door DJ Ravin
- cd 1

1. Ten Walls – You Are Close
2. Reinhard Vanbergen/Charlotte C – Daydream
3. Blooy – School Is Out
4. DJ Head – Karmapa Khenno
5. Awen – The Ashes Fall
6. Eastern Wizard – Mumbai
7. Michalis Koumbios/Miltos Pashalidis/ThroDef – Sto
8. Gotama – Wild Flower
9. Tropo – Siente Tu Corazon
10. TraBBarT – Prince of Tears
11. DJ Phellix/Bayza/Sheenubb/Sant(IR) – Pirhan
12. Qarcii – Kartan Modga Shemodgoma
13. Southern Shores – Fora
14. Madd Rod/Magupi – Memoria
15. Casha – Behind the Mountains
16. STJ – Eco Ballad
17. Lakou Mizik/Joseph Ray – Lamizè Pa Dous

- cd 2

1. Kds & Stabfinger – Zhara
2. Igor Gonya – Star Anise
3. Gabriel Balky – Echo Mantra
4. Akio Nagase – Saigon Acid
5. Mt Axel – Breathe Into Me
6. Adam Husa/Weam Ismail – Mirage
7. Vian Pelez – Les Parapluies De Cherbourg
8. Madd Rod/Ravin – One for the Sun
9. Ayala – Hindi Dub
10. The Soul Brothers – Anabalina
11. Ilias Katelanos – Innocence
12. Scionis – Pipe Of The Space
13. Audio J/Fifi Matsho – Kuda Kwenyu
14. Kuzey – Morgenland

### buddha-bar XXV (2023)
Gemixt door DJ Ravin
- cd 1

1. Bénou & Ravin – Alula Desert
2. Gotama – Elsewhere
3. Hajna & Mina Shankha – Muocalé
4. Komorebi – Chanda
5. Bahramji & Mashti Jodaie – Separation
6. Rodion & Louie Austen – Estate
7. Ken Fan – Shiva
8. Karma Kind – Samra Samra
9. Christos Fourkis – Everlasting Love
10. Northern Form – Flow State (Thoma Remix)
11. Pepe Link – Korasoul
12. Donz – Qele Lao Sona Shahgeldyan (Radio Edit)
13. Hydeclip – Maria y El Laurel
14. Stranger Souma, Nukad – Ajarif

- cd 2

1. Ken Fan – Momentum of Love
2. Karma Kind – Xeribem
3. Boerd Feat. Stella Explorer – Stay
4. Ghenwa Nemnom – Story of a Battle
5. Lego Boy & Beat Ride Feat. Ermis Georgiadis – Love Is Not My Style (Dimitris Papaspyropoylos Remix)
6. Iwazuni – the Forgotten
7. Bokkieult Feat. Aatman & Mansi – Nasha
8. Vs PRJCT – Ulysses & the Sirens
9. Ralph Myerz Feat. Ane Brun – Directions (Radio Edit)
10. Georg Arnim & Vrae – Silence
11. Bastian de Luka – Thracians
12. Christian Lepah & Alin Prandea – Maria's Sentimento (Extended)
13. Izhevski & Nikola Melnikov – Esenia
14. Jessica Brankka – Too Many Roads (Extended Mix)

- cd 3

1. Luca Guerrieri, Liliana Tamberi – Maremma Amara
2. Eduardo MC Gregor – Tal Vez Soñar (Hole Box & Vite Remix)
3. Peshta Gora – Iles Des los
4. Ilias Katelanos – Days of Light
5. TH Moy – Aesir
6. John Junior & Onuc – Alfama
7. Robin M & Renata Rosa – Na Mão [Brilhantina]
8. Pierre Pierre – Kodi Csori Briga
9. Odasoul – Mi Mare
10. Jonathan Rosa – Sacred Dance (Mass Digital Remix)
11. Alex Twin, Darko de Jan – Salga la Luna (Original Mix)
12. Cubicolor – Summer & Smoke (Edit)
13. Sandhog – Bonifacio
14. Astromat – Seeds (Feat. Virgi)

### buddha-bar XXVI (2024)
Gemixt door DJ Ravin
- cd 1

1. TraBBarT – Aatma
2. Bajazo – Look at Your Life
3. Mashti – Diversity
4. Subnesia – Here with You (feat. Baun)
5. Equanimous & Marya Stark – The Blooming
6. MD Pallavi, Andi Otto – Velvet Flicker (Bliz Nochi & Emil Jourjou Remix)
7. Aleceo, Daniil Korolev – Rechka (Arp Version)
8. Hawazin – No Volveré (Remix)
9. Sauco – Kohlu
10. DJ Nick Ross – Nebtedi El Hikaya
11. Milu Grutta & Smaâli – Niya
12. G Combo, Ben and Vincent – Nada Mas
13. Charlotte & Reinhard – Sea, Sex & Sun
14. VS Prjct – A Night in Napoli
15. Buduchi – Yaga (Kuumba, Ruben Alegre Remix)
16. SpaceAgePoetry & Dan Bay – Van Amsterdam naar Berlijn

- cd 2

1. Sound Of Mint, Saint Evo ft. Mbemba Diebaté, Marta Lunares – Paranima
2. Abacilar – Chombacilar (Max Tenrom Remix)
3. Ismailovic, Nabil Sansi, Mr. ID & Momo Ryuk – Jit Dhifkom (Mr. ID Remix)
4. Monsieur Minimal – Stigmi (feat. Dakis) (Mysteria Afterlife Dance Remix)
5. Joezi, Yotam Avni & Shiran Tzfira – Yumah
6. Deorbiting ft. Ira Atari – Wie Du
7. Ravin feat. Gosha & Tomash – Vira V Peremogu
8. Omary, Idd Aziz – Kolowa
9. José Solano – Mala Hierba
10. Ben Pierre – Forest of the Cuckoo
11. Rich Vom Dorf – In My Dream
12. Kawtar Sadik – Ribabohali
13. Robilardo – Making Love (Radio Edit)
14. Animalic Drum, Kreative Natvez ft. James Sakala & Lu Lu – Shalimar (Dr Feel Remix)
15. Micaele – Empty Streets (Extended Mix)

### buddha-bar XXVII (2025)
Gemixt door DJ Ravin
- cd 1

1. Eastern Wizard – Le Baiser Du Sorcier
2. Orange Blossom – Alsira
3. Mashti/Adam Dreisler – Maine Pyaar Kiy
4. Gotama – Twilight Echoes
5. Fyordh – Kerala Blues
6. De-Phazz – Silence Beyond
7. Jose Solano – Sal de Mar
8. AURAL – Laulu Mustarastaan
9. El Beso Del Arbol/Immanuel Gonzalvez – Chuma
10. Aldi/Salvador Poletti – Siento Calma
11. Tamer Elderini – Souq
12. Majnoon – Hatiralar
13. Catching Flies – Tides
14. Tomasz Guiddo/Jimi Tenor/Louie Austen – Smile
15. Nairu – Mariposa Azul ft. Damian Pietro
16. Nato – Apae
17. Yaensen/Yancouba Diebate – Kora Café

- cd 2

1. Rich Vom Dorf – Heartbroke
2. Jakhira/Bjorn Salvador – Ásbyrgi
3. DeDeXgrande/Aziz Ozouss – Awiyyid
4. Xande (IT) – Imagination
5. Bufi/Kubebe – El Jockey-Abrao
6. Animalic Drum – Mwendwa
7. Linear/The Saint – Samadu
8. Kiko Navarro/Hugo Navarro – Una Mattina (With Poem)
9. KXD Beats/SboshTheVee – The Calling
10. Aroma (IND) – Fight It Off
11. Simio Albino – Missing You
12. Leonidas K. –  Amour Noir
13. Nohan – Las Trenzas A New You
14. The AB Brothers – AL SAHA
15. DJ Phellix/Ablozé – ZAL